# Michael Berry
Michael Victor Berry, FRS FRSE (nacido el 14 de marzo de 1941), es un físico y matemático británico de la Universidad de Brístol.
Fue elegido fellow de la Royal Society de Londres en 1982 y honrado caballero en 1996. Desde el 2006 ha sido editor del periódico de la Sociedad, Proceedings of the Royal Society.
Es famoso entre otras cosas por la fase de Berry, un fenómeno observado, por ejemplo, en mecánica cuántica y óptica.
En el año 2000 le fue otorgado el Premio Ig Nobel de Física, junto a Andre Geim.